# Klaus Lindinger
Klaus Lindinger (* 22. Oktober 1988 in Wels, Oberösterreich) ist ein österreichischer Politiker der Österreichischen Volkspartei (ÖVP). Er wurde am 9. November 2017 als Abgeordneter zum Nationalrat angelobt.

## Leben

### Ausbildung und Beruf
Klaus Lindinger besuchte die HTL Wels, wo er 2008 maturierte. Nach dem Präsenzdienst bei der Militärmusik Oberösterreich war er zunächst als Technischer Zeichner tätig. 2012 begann er ein Bachelorstudium der Agrarwissenschaften in Wien, das er 2015 mit dem Grad Bachelor of Science beendete. 2016 begann ein darauf aufbauendes Masterstudium der Agrar- und Ernährungswirtschaft. Von 2014 bis 2016 war er als Bezirksgeschäftsführer der ÖVP Oberösterreich tätig.
2019 wurde er zum Landesobmann-Stellvertreter der Oberösterreichischen Jungbauernschaft, der Jugendsektion des Oberösterreichischen Bauernbundes, gewählt. Im September 2020 folgte er Michael Treiblmeier als Bundesobmann-Stellvertreter der Österreichischen Jungbauernschaft nach.

### Politik
Seit September 2009 gehört er dem Gemeinderat der Gemeinde Fischlham an, wo er seit 2014 auch als Jungbauernobmann fungiert. Seit 2010 ist er Mitglied des Landesvorstandes der Jungen ÖVP (JVP) Oberösterreich. Im September 2017 löste  er Walter Aichinger als Bezirksparteiobmann der ÖVP im Bezirk Wels-Land ab. Bei der Nationalratswahl 2017 kandidierte er für den Regionalwahlkreis Hausruckviertel. Am 9. November 2017 wurde er als Abgeordneter zum Nationalrat angelobt, wo er Mitglied im Umweltausschuss, im Ausschuss für Land- und Forstwirtschaft, im Sportausschuss, im ständigen Unterausschuss des Budgetausschusses und im Geschäftsordnungsausschuss ist.
Bei der Nationalratswahl 2019 war er ÖVP-Listenerster im Regionalwahlkreis Hausruckviertel. In der Gemeinderatssitzung am 8. Oktober 2020 erklärte Franz Steininger seinen Rücktritt als Bürgermeister von Fischlham, die ÖVP nominierte Lindinger als Kandidaten für die Bürgermeisterwahl. Im Februar 2021 wurde Lindinger zum Bürgermeister von Fischlham gewählt. In der XXVIII. Gesetzgebungsperiode wurde er im ÖVP-Parlamentsklub Bereichssprecher für Ehrenamt und Gemeinnützigkeit.